# Giải bóng đá vô địch quốc gia Quần đảo Cook 1976
Giải bóng đá vô địch quốc gia Quần đảo Cook 1976 là mùa giải thứ 7 được ghi nhận của giải đấu bóng đá cao nhất ở Quần đảo Cook, với việc không rõ kết quả ở các mùa giải từ 1951 đến 1969. Titikaveka ianhf chức vô địch thứ 7 liên tiếp.